# Маслов, Иван Васильевич (1912—1963)
Ива́н Васи́льевич Масло́в (12 [25] декабря 1912 1912 года — 26 июля 1963 года) — участник Великой Отечественной войны, парторг роты 1210-го стрелкового полка 362-й стрелковой дивизии 33-й армии 1-го Белорусского фронта, сержант. Герой Советского Союза.

## Биография
Родился в деревне Капкан ныне Чернушинского района Пермской области.
В Красной Армии служил в 1934—1937 годах и с августа 1941 года.
На фронтах Великой Отечественной войны с ноября 1941 года. Воевал на Калининском, Степном, 2-м Украинском, 1-м, 2-м и 3-м Белорусских фронтах. Был телефонистом в миномётной батарее, командиром отделения 1-й роты 1210-го стрелкового полка. В 1943 году вступил в ВКП(б), и осенью 1944 года был назначен парторгом роты.
Командир отделения сержант Маслов отличился в боях в первые дни Висло-Одерской операции при прорыве обороны противника с Пулавского плацдарма. 14 января 1945 года у деревни Нова-Мшадла (12 км восточнее города Зволень, Польша) уничтожил дзот и пулемётный расчёт. У деревни Каролин (6 км южнее города Зволень) сумел уничтожить засаду. В бою на реке Варта был ранен, но не покинул поле боя.

 Указом Президиума Верховного Совета СССР от 24 марта 1945 года за образцовое выполнение боевых заданий командования на фронте борьбы с немецко-фашистскими захватчиками и проявленные при этом мужество и героизм сержанту Маслову Ивану Васильевичу присвоено звание Героя Советского Союза с вручением ордена Ленина и медали «Золотая Звезда» (№ 4785). 
После излечения в госпитале демобилизовался. Жил в родной деревне, где работал бригадиром в колхозе. Затем переехал в Удмуртию. Работал на Яромасском сплавном участке Сарапульского района. Умер 26 июля 1963 года.

## Награды

Бюст Ивана Васильевича Маслова на Аллее Славы в городе Чернушка.

- Медаль «Золотая Звезда» Героя Советского Союза (24.03.1945, № 4785).
- Орден Ленина (24.03.1945).
- Медаль «За отвагу» (10.08.1943).
- Медаль «За победу над Германией в Великой Отечественной войне 1941—1945 гг.» (09.05.1945).

## Память
- Бюст И. В. Маслова в числе 12 Героев Советского Союза и 2 полных кавалеров ордена Славы, жителей Чернушинского района, установлен на Аллее Славы, открытой 9 мая 2010 года в городе Чернушка.